# 27410 Grimmett
27410 Grimmett este un asteroid din centura principală de asteroizi.

## Descriere
27410 Grimmett este un asteroid din centura principală de asteroizi. A fost descoperit pe 12 martie 2000 la Socorro, New Mexico, în cadrul proiectului LINEAR. Asteroidul prezintă o orbită caracterizată de o semiaxă mare de 2,32 ua, o excentricitate de 0,08 și o înclinație de 6,9° în raport cu ecliptica.